# Concentración Revolucionaria Febrerista
La Concentración Revolucionaria Febrerista (CRF) fue una nucleación política del Paraguay, fundada el 23 de octubre de 1945 en el exilio en Montevideo, Uruguay y que tuvo como presidente a Rafael Franco, líder de la Revolución de Febrero, y a Juan Stefanich como vicepresidente.
La CRF es considerada la predecesora del Partido Revolucionario Febrerista, fundado en 1951 por Rafael Franco, nuevamente en el exilio en Buenos Aires, Argentina, y que sigue existiendo hoy en día.

## Gobierno de Coalición
La CRF participó de la "Primavera Democrática" de 1946, junto a los comunistas y liberales, en lo que fue una apertura del régimen autoritario militar. Durante esa apertura, se realizaron numerosos mítines y reuniones, en un ambiente de libertad total. En la misma la CRF obtuvo cuatro Ministerios
El 26 de julio de 1946, para ampliar su sustento político y como consecuencia directa de la apertura que significó la caída del grupo fascista del Ejército aquel 9 de junio y el fin de la prisión del propio Ejército, el presidente Higinio Morínigo inauguró el llamado "Gobierno de Coalición", estructurando un gabinete conformado por colorados y febreristas. Esta idea había nacido en el seno de las mismas Fueras Armadas, cuyo comandante en Jefe, el general Vicente Machuca, recordaba que apoyaron la moción de una apertura a los partidos colorados y febrerista, los generales Francisco Andino, José Atilio Migone, el coronel Juan Ibarrola y los comandantes Alfredo Stroessner y Enrique Jiménez, además del capitán de navío Sindulfo Gill.
Las negociaciones con colorados y febreristas para formar un Gobierno no fueron fáciles. Federico Chaves por los primeros y Arnaldo Valdovinos por los segundos, fueron los negociadores. Ambos exigían para sus respectivos partidos la mayor cantidad de ministerios. Los colorados, sustentados en su base popular y los febreristas, en las creencias de que también tenían el acompañamiento del pueblo y el apoyo del comandante en Jefe Gral. Machuca. Los de la ANR también gozaban de un sustento militar: Díaz de Vivar, Jiménez y el mayor Rogelio Benítez, hombres de gran ascendencia castrense y decididamente ligados al Partido Colorado.
Los colorados debieron salvar varios problemas internos para nombrar a los hombres que ocuparían el gabinete. Los nuevos ministros juraron el 26 de julio. El partido Colorado quedó con tres ministerios, mientras que los Febreristas ocuparon:
- Ministro de Relaciones Exteriores y Culto: Doctor Miguel Ángel Soler
- Ministro de Salud Pública y Salud Social: Doctor José M. Soljancic
- Ministro de Agricultura, Industria y Comercio: Arnaldo Valdovinos.

Pronto exploraría otro conflicto pues, en realidad Agricultura e Industria y Comercio eran dos Ministerios, que a pedidos de los Febreristas se unificaron para que accediendo uno de sus hombres a esa cartera única, en la práctica manejara dos secretarias de Estado, con lo que en verdad los seguidores de Rafael Franco tenían cuatro Ministerios. Valdovinos mismo confesaba que a la mañana atendía Agricultura y por la tarde Industria y Comercio. Esa fue la causa de una nunca finiquitada disputa que continuó en forma velada durante el tiempo en que regio ese llamado "Gobierno de Coalición", que con otras varios síntomas de inestabilidad política y militar terminarían en desembocar la guerra civil.

## Guerra civil de 1947
En 1947, los febreristas participaron en la guerra civil, a lado del Partido Liberal, y del Partido Comunista Paraguayo, contra el Partido Colorado. Finalmente, los colorados ganaron la guerra e impusieron un régimen unipartidario, y muchos de los militantes febreristas, comunistas y liberales tuvieron que exiliarse, nuevamente.

## Evolución
Al terminar la Guerra Civil, el Partido Colorado impuso un régimen unipartidario, y la CRF, junto a los otros partidos, tuvo que volver a la ilegalidad y en el exilio, hasta que en 11 de diciembre de 1951, se fundaría en Buenos Aires el Partido Revolucionario Febrerista, miembro pleno de la Internacional Socialista y actualmente parte de la Alianza Patriótica para el Cambio.